# 箭牌大厦
箭牌大厦（直译：「里格利大厦」）是一座建于1920年代的摩天大楼，位于美国伊利诺伊州芝加哥近北区密歇根大街（华丽一英里）北400-410号，论坛报大厦的正对面，为箭牌公司总部所在地。
其塔楼模仿了西班牙塞维利亚主教座堂。
奥地利总领事馆、爱尔兰总领事馆设于此楼，英国总领事馆在1996年到2011年期间也设于此楼12-13层。
2019 年，亿万富翁乔·曼苏埃托完成了对箭牌大厦的收购。